# Саюла
Саюла (исп. Sayula) — город в Мексике, в штате Халиско, входит в состав одноимённого муниципалитета и является его административным центром. Численность населения, по данным переписи 2020 года, составила 28 145 человек.

## Этимология
Название Sayula с языка науатль можно перевести как: место мух.

## История
Поселение было основано в доиспанский период. Перед прибытием конкистадоров в регионе шла война за солончаки против империи тарасков.
В 1521 году в регион прибыл Алонсо де Авалос. Местные вожди приняли его с миром, и в королевской грамоте от 22 декабря 1522 года указано, что Алонсо де Авалос основал в Саюле столицу провинции Авалос. В 1531 году она вошла в состав Новой Галисии.
В указе от 27 марта 1824 года Саюла стала главой одного из 26 департаментов штата Халиско. В том же указе Саюла получила статус города.
В 1908 году президент Порфирио Диас побывал на вокзале Саюлы.
26 июня 2023 года Саюла была включена в список Волшебных городков Мексики.

## География
Саюла расположена в 110 км к югу от столицы штата, города Гвадалахара, на региональной автодороге 401, вблизи федеральной трассы 54D.

## Население
| Год  | Численность | Численность |
| ---- | ----------- | ----------- |
| 2000 | 24 051      | [ 8 ]       |
| 2010 | 26 789      | [ 9 ]       |
| 2020 | 28 145      | [ 10 ]      |